# 비금고등학교
비금고등학교는 전라남도 신안군 비금면에 있었던 공립 고등학교이다.

## 학교 연혁
- 1984년 11월 27일 : 비금종합고등학교 설립 인가
- 1985년 5월 9일 : 비금종합고등학교 개교
- 2002년 3월 1일 : 비금고등학교 개칭
- 2014년 3월 1일 : 폐교 및 도초고등학교 통폐합[1], 29년만에 폐업

## 같이 보기
- 비금중학교